# Movimiento Independiente de Justicia y Dignidad
El Movimiento Independiente de Justicia y Dignidad (MIJD) fue una agrupación social de izquierda creada por el dirigente Raúl Castells en el año 1993, junto a su mujer Nina Pelozo. Hasta el 19 de junio de 2012 era llamado Movimiento Independiente de Jubilados y Desocupados. En 2015 se fusionó con el Partido Es Posible para formar el partido Compromiso Federal.
En 2021, Raúl Castells creó una nueva agrupación, denominada Movimiento Izquierda Juventud Dignidad (actual MIJD).

## Candidatos
El MIJD cuenta con personería política a nivel nacional y en algunos distritos provinciales. En las elecciones de 2007, el MIJD ha presentado la candidatura presidencial de Raúl Castells, acompañado de Nina Pelozo. En 2009 se presentó Raúl Castells como candidato a diputado nacional en alianza con el MST de Vilma Ripoll. En 2011 Castells se postuló para gobernar Santa Fe, y fue en ese mismo año que el MIJD obtuvo una banca en la Cámara de Diputados de la Nación, en un frente electoral que postuló a Alberto Rodríguez Saá a la presidencia. La candidata electa por el MIJD fue Ramona Pucheta.

## Acción política y social
El MIJD se ha caracterizado por sus acciones de alto impacto en los medios de comunicación, como la ocupación pacífica de sucursales de McDonalds y las movilizaciones frente a supermercados, para reclamar alimentos, o la colocación de un comedor popular en Puerto Madero (ciudad de Buenos Aires), un distrito de alto nivel económico y turístico.
El MIJD administra una cantidad limitada de subsidios a los desempleados conocidos como planes de jefas y jefes de hogar, estimado en 20.000, así como coordina el funcionamiento de comedores populares y la construcción de viviendas económicas.
El 28 de marzo de 2008 se movilizó a favor de los pequeños y medianos productores agropecuarios en enfrentamiento con el gobierno nacional, que era defendido por el piquetero oficialista Luis D'Elía que al mismo tiempo organizaba grupos de defensa del Gobierno Nacional.

## Elecciones presidenciales
|  | 0,26 % |

|  | 7.96 % |

|  | 1.64 % |